# アトラントサウルス
アトラントサウルス（学名 : Atlantosaurus、「アトラスのトカゲ」の意味）は竜脚類の疑わしい属の一つである。タイプ標本はアメリカ、コロラド州にあるモリソン累層で地質学者アーサー・レイクスによって発見され、1877年にイェール大学（当時はイェール・カレッジと称した）の古生物学者オスニエル・チャールズ・マーシュにより"Titanosaurus" montanusとして記載された。マーシュはすぐにTitanosaurusの名が既に別の竜脚類に使用されていたことに気づき、Atlantosaurus montanusと改名した。この骨格は発見されたとき最初は椎骨のpleurocoels (空気で満たされたポケット)と巨大さにより他の種から識別された。しかし、発見からしばらくしてこれらの特徴は竜脚類の広範な種で見つかり、これら二つの既知のアトラントサウルスの椎骨の特徴で他の近縁種と識別することはもはや不可能に近い。そのためアトラントサウルスが実際に独自の種であるかどうかは不明確であり、疑問名（nomen dubium）とみなされるようになった。研究者の中にはアパトサウルスのタイプ種であるApatosaurus ajaxのシノニムと考えるものもいる。
アトラントサウルスはアメリカで19世紀に起こった有名なボーンウォーズの期間に記載された種の一つであり、この時期には科学的方法論よりも学問での賞賛に重きが置かれてしまっていた。

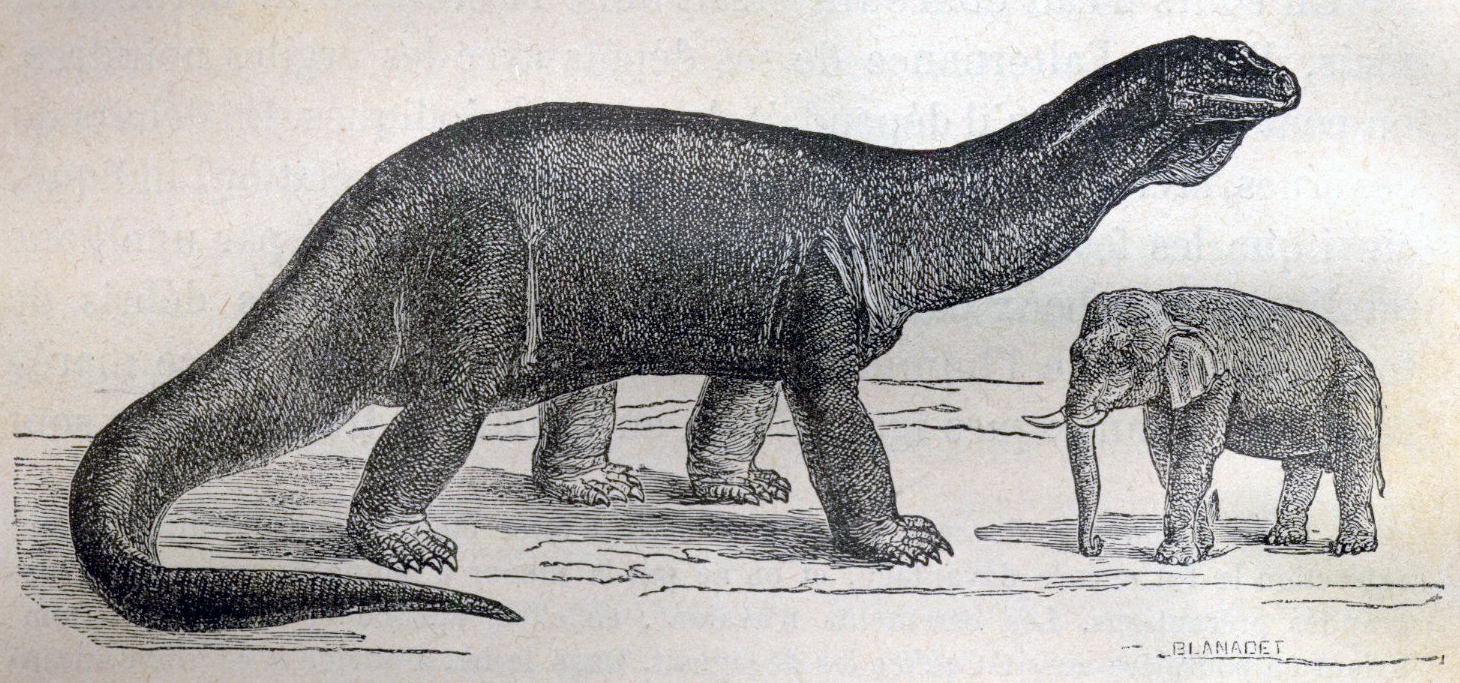
1886年に描かれた旧式の復元図